# Відлуння віків (журнал)
Відлуння віків — українське періодичне видання, засноване 18 березня 1997 року Українським товариством охорони пам'яток історії та культури.
Початкова назва була «Вісник Українського товариства охорони пам'яток історії та культури», під якою з 1998 року до 2003 рік вийшли 11 номерів у 10 випусках. Починаючи із 2004 року переформатований на Всеукраїнський ілюстрований часопис «Відлуння віків».
Тематика видання охоплює широке коло пам'яткодослідних та пам'яткоохоронних проблем, а також питань з історії музейної справи, археології, архітектурно-паркового та ландшафтного планування. Крім того, журнал містить публікації нормативних документів з охорони пам'яток історії та культури, також інформацію про розвиток пам'яткодослідних студій і пам'яткоохоронну діяльність в Україні.
Головний редактор: Пархоменко Микола Трохимович — перший заступник голови Українського товариства охорони пам'яток історії та культури, заслужений працівник культури України.